# Lilit Mkrttschjan
Lilit Mkrttschjan (armenisch Լիլիթ Մկրտչյան; * 9. August 1982 in Jerewan) ist eine armenische Schachspielerin.
Sie trägt den Titel Großmeister der Frauen (WGM) (seit 1998) und Internationaler Meister (IM) (seit 2003). 

## Leben

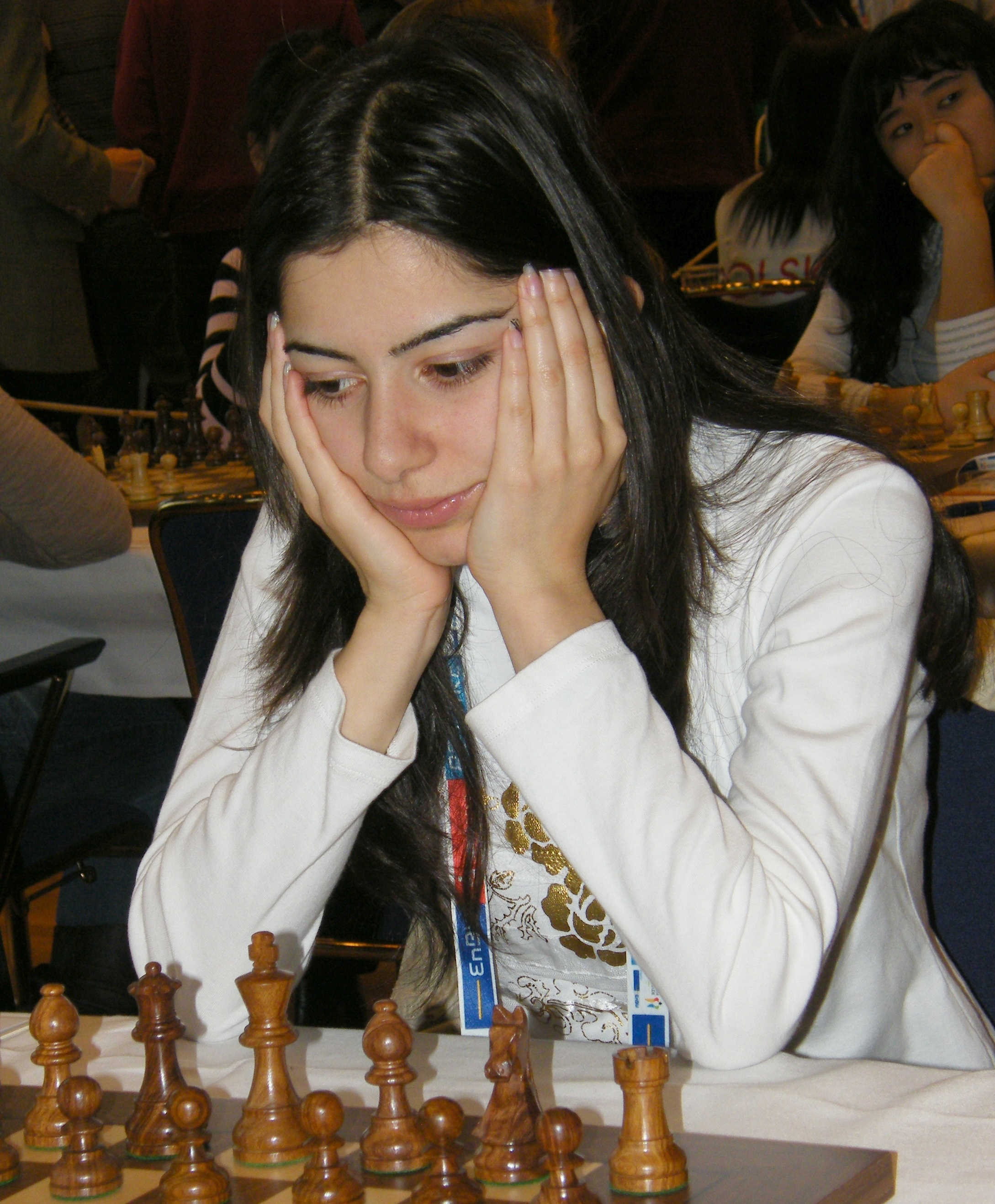
Lilit Mkrttschjan bei der Schacholympiade 2008 in Dresden

Das Schachspielen lernte Lilit Mkrttschjan von ihrem Großvater. Ihr erster Trainer war Norek Mowsesjan, später wurde sie vom Internationalen Meister Waleri Tsaturjan unterrichtet und an der von Smbat Lputjan gegründeten Chess Academy of Armenia. Sie ist mit dem deutschen Schachspieler Johannes Sperr vom SC Dillingen verheiratet und hat einen Abschluss des Armenischen Instituts für Sport und Kultur. Seit 1997 ist sie Profischachspielerin.
Im Februar 2015 ist sie hinter Elina Danieljan Zweite der armenischen Elo-Rangliste der Frauen. Die höchste Position auf der FIDE-Weltrangliste der Frauen war ihr 13. Platz im März 2010.

## Erfolge

### Einzelturniere
Bei der Schwarzmeermeisterschaft der Frauen 2000 in Batumi teilte sie sich mit Maia Lomineischwili und Ana Matnadse den ersten Platz. Bei der Fraueneuropameisterschaft im Juni 2002 in Warna wurde sie Zweite hinter Antoaneta Stefanowa. Im Mai 2005 wurde sie mit 8,5 Punkten aus 9 Partien in Jerewan armenische Frauenmeisterin. Bei der Europameisterschaft der Frauen im April 2006 in Kuşadası wurde sie Dritte, 2009 in Sankt Petersburg erneut Zweite, diesmal hinter Tatjana Kossinzewa, der sie in einem Stichkampf unterlag. 2013 in Belgrad wurde sie wieder Dritte. Bei der Schachweltmeisterschaft der Frauen 2012 in Chanty-Mansijsk gewann sie in der ersten Runde mit 2:0 gegen Ketewan Arachamia-Grant, verlor dann aber in der zweiten Runde mit 2,5:3,5 gegen Nadeschda Kossinzewa. Bei der Schachweltmeisterschaft der Frauen 2017 in Teheran verlor sie in der ersten Runde mit 0,5:1,5 gegen Ni Shiqun.

### Nationalmannschaft
Bei ihrer ersten Schacholympiade war Lilit Mkrttschjan 14 Jahre alt. Sie nahm von 1996 bis 2014 an allen Schacholympiaden der Frauen teil mit einem Gesamtergebnis von 78 Punkten aus 117 Partien (+54 =48 −15). Bei der Schacholympiade 2008 in Dresden erhielt sie eine individuelle Bronzemedaille für ihr Ergebnis von 8 Punkten aus 11 Partien am zweiten Brett. 2007, 2009, 2011 und 2015 nahm sie an den Mannschaftsweltmeisterschaften der Frauen teil, dabei erreichte sie 2009 in Ningbo das zweitbeste Einzelergebnis am zweiten Brett sowie die drittbeste Elo-Leistung aller Teilnehmerinnen und 2015 in Chengdu das beste Einzelergebnis am zweiten Brett. Zwischen 1997 und 2017 nahm sie an zehn Mannschaftseuropameisterschaften der Frauen teil. Mit der armenischen Mannschaft gewann sie 2003 in Plowdiw und belegte 2007 in Iraklio den dritten Platz, in der Einzelwertung erreichte sie 2009 in Novi Sad und 2013 in Warschau jeweils den zweiten Platz am zweiten Brett.

### Vereinsschach
In der armenischen Mannschaftsmeisterschaft spielte Mkrttschjan 2005 und 2006 für die Chess Academy Jerewan, 2008 für den Meister MIKA Jerewan. In Deutschland spielt sie für den SC Dillingen sowie als Gastspielerin in der Frauenbundesliga, zunächst von 2013 bis 2018 für den SC Bad Königshofen, mit dem sie 2014 die Frauenbundesliga gewann, seit 2019 für den SK Schwäbisch Hall. In der Türkei spielt sie für Şişli, in China spielte sie 2012 für das Hebei Sports Lottery Team. In Russland wurde sie mit Südural Tscheljabinsk 2005, 2006 und 2007 Vizemeisterin sowie 2015 und 2016 mit Jugra Chanty-Mansijsk dritte der Meisterschaft der Frauen.
Mkrttschjan hat elfmal am European Club Cup der Frauen teilgenommen, 2005 und 2006 für Südural Tscheljabinsk, 2007, 2008 sowie von 2010 bis 2013 für MIKA Jerewan, 2014 für den SC Bad Königshofen und 2015 für Jugra Chanty-Mansijsk. In der Mannschaftswertung erreichte sie zwei zweite (2005 und 2012) und fünf dritte Plätze (2007, 2010, 2011, 2015 und 2016), in der Einzelwertung gewann sie 2005 am dritten Brett und erreichte je zwei zweite (2010 am dritten, 2011 am vierten Brett) und zwei dritte Plätze (2007 am vierten, 2008 am dritten Brett).